# Catedral do Salvador sobre o Sangue Derramado

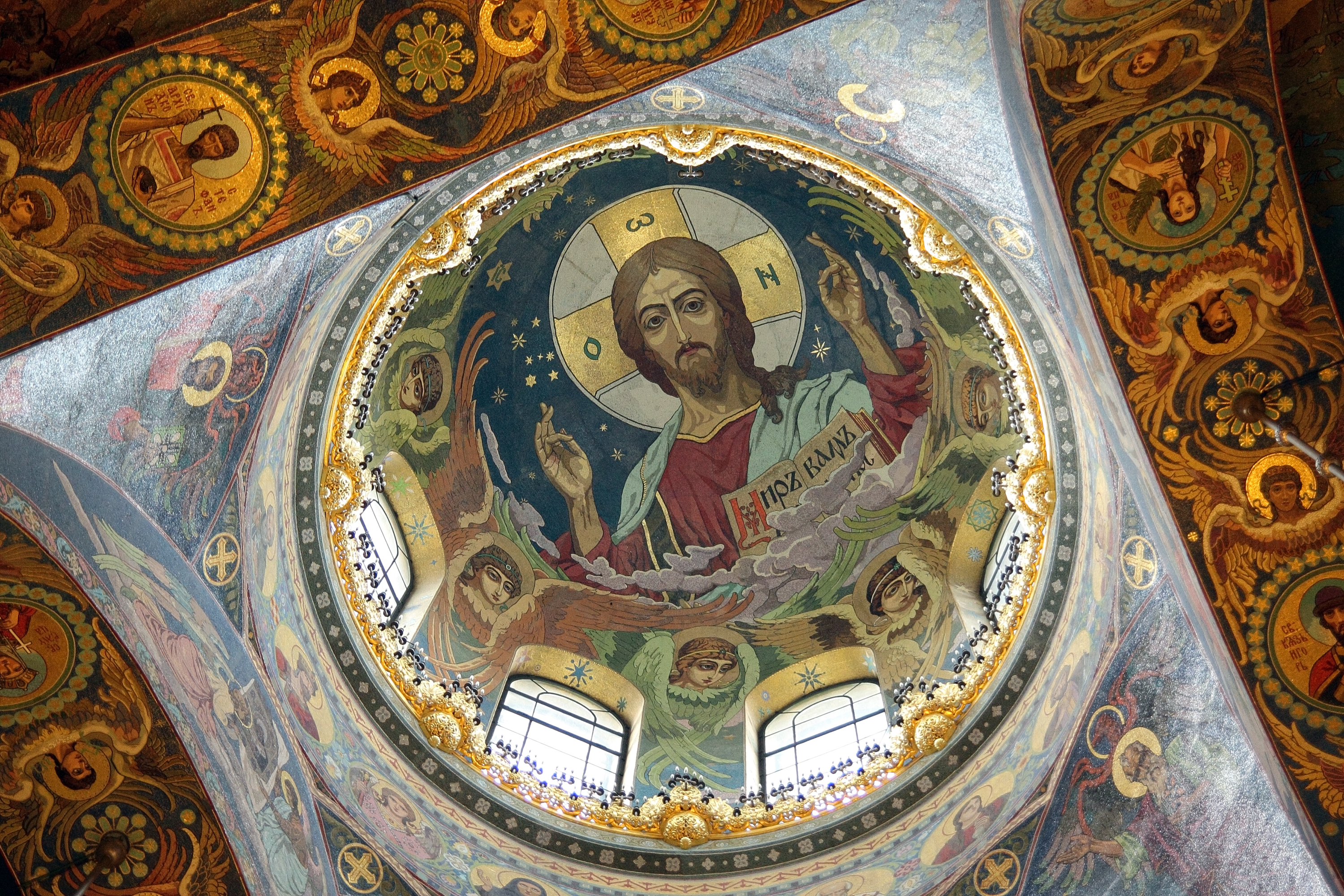
Mosaico do Cristo Pantocrator no interior da cúpula central, no estilo neobizantino

A Catedral do Salvador sobre o Sangue Derramado ou Igreja da Ressurreição do Salvador sobre o Sangue Derramado é uma igreja ortodoxa russa de São Petersburgo, situada na margem do canal Griboedov (assim designado em honra de Alexandr Griboiedov) próximo ao parque do Museu Russo e da Nevsky Prospekt. A igreja foi construída no local onde o Czar Alexandre II da Rússia foi assassinado, vítima de um atentado no dia 13 de março de 1881 (1 de março no calendário juliano, em vigor na época). Durante a Segunda Guerra Mundial e o cerco da cidade, uma bomba atingiu a cúpula mais alta da igreja. A bomba não explodiu e permaneceu encerrada na cúpula da igreja durante 19 anos. Somente quando os trabalhadores subiram à cúpula para reparar as goteiras, a bomba foi encontrada e retirada. Foi nessa altura que se decidiu começar o restauro da igreja do sangue derramado. Após 27 anos de obras de restauro, a igreja foi inaugurada como museu estatal, onde os visitantes podem conhecer a história do assassinato de Alexandre II.

## Construção

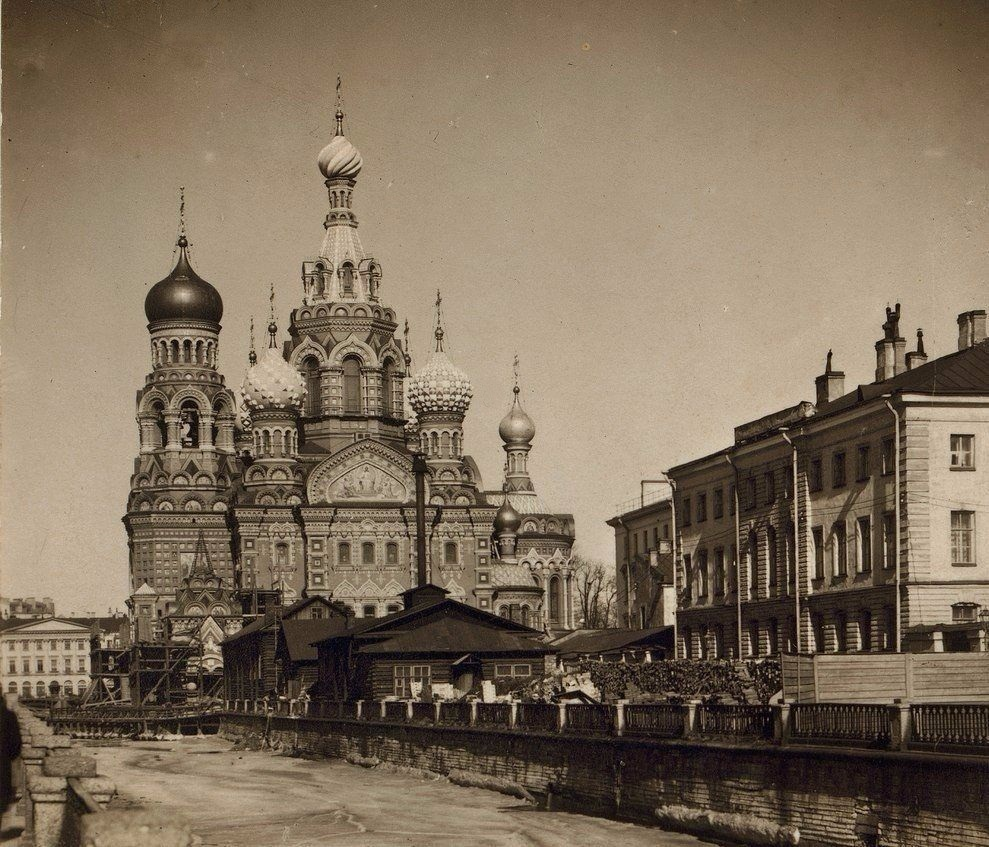
A igreja entre os anos 1905 e 1915.

A igreja foi desenhada conjuntamente pelo arquiteto Alfred Parland e pelo Arquimandrita Ignati (nome secular Mályshev), reitor do mosteiro Tróitse-Sérguievski. A construção da igreja iniciou-se em 1883 durante o reinado de Alexandre III, como um memorial ao seu pai assassinado dois anos antes nesse mesmo lugar . As obras prolongaram-se e foram finalizadas em 1907, sob o reinado de Nicolau II: As verbas necessárias provieram dos cofres da família imperial e de numerosas doações privadas.
No final de março de 1883, o czar aprovou a composição da comissão de consolidação com o Grão-Duque Vladimir Alexandrovich como o seu diretor. A primeira sessão da Comissão decidiu o nome da futura igreja como a Igreja da Ressurreição de Cristo, como sugerido pelo arquimandrita Ignati.
Um fragmento do corrimão de ferro fundido, pedaços de granito e algumas pedras manchadas de sangue de Alexandre II foram retirados do local para se preservarem como relíquias da capela na Praça de Konyúshennaya. Consequentemente, regressaram para onde pertenciam, e um pavilhão, como costumava fazer-se nas tradições da arquitetura antiga russa, foi edificado sobre o local. Em 6 de outubro de 1883, celebrou-se uma cerimónia para assinalar o lançamento da primeira pedra onde assistiram o metropolita Isidoro de São Petersburgo e Novgorod e os membros da família imperial.
A Igreja da Ressurreição demorou 24 anos a ser construída. Este intervalo de tempo relativamente longo pode ser atribuído à decoração abundante e diversificada, à construção em voga e a técnicas inovadoras de engenharia para a  época. Uma fundação de estacas foi abandonada pela primeira vez na história de São Petersburgo, a favor de uma fundação de concreto. Um sofisticado isolamento hidráulico foi desenvolvido para proteger a igreja das águas do canal; o aquecimento a vapor e os sistemas elétricos foram instalados mais tarde.
A 19 de agosto de 1907, o metropolita António de São Petersburgo e Ladoga consagrou a igreja, e um novo templo surgiu no canal Griboedov (anteriormente chamado Canal de Catarina) para perpetuar a memória do imperador Alexandre II.

## Arquitetura
A Igreja da Ressurreição é uma das igrejas mais emblemáticas de São Petersburgo. A sua composição vibrante, pictórica e a decoração policromática convertem-na num elemento de destaque e distintivo na arquitetura no contexto do centro da cidade. A Igreja de São Salvador pode ser corretamente chamada de um monumento em puro "estilo russo" em São Petersburgo. Conforme solicitado por Alexandre III, Alfred Parland desenhou a igreja em estilo do século XVIII na arquitetura de Moscovo e Iaroslavl. O mesmo, supostamente reelaborou as ideias da arquitetura eclesiástica da época pré-petrina para criar uma igreja que personifica o templo ortodoxo russo.
O plano da igreja é uma estrutura compacta de cinco cúpulas, que se completa com três absides semicirculares na parte este e com um enorme pilar como a torre-campanário  no extremo oeste. A cobertura em pirâmide octogonal da torre ocupa a posição central. Este elemento tem uma estreita afinidade com uma série de igrejas monumentais comemorativas que datam do século XVI ao XVII.
A igreja é de tijolo vermelho e castanho, toda a superfície das suas paredes está coberta de adornos elaborados e detalhados, similares aos produzidos por mestres do século XVII em Moscovo e Iaroslavl. Bandas e cruzes de tijolo colorido, azulejos policromados aplicados nos vãos das paredes, "shirinka", azulejos nos telhados das torres e coberturas piramidais, abside, pequenos arcos de calado, as colunas em miniatura e kokoshniki (arcos de mísula) de mármore branco. Os mosaicos desempenham um papel importante na criação de um aspeto festivo da igreja acentuando os elementos arquitetónicos principais: kokoshniki, portas de dique, e frontões.
As cinco cúpulas centrais da igreja são únicas, revestidas de cobre e esmalte de diferentes cores, que recordam as cúpulas policromadas da sagrada Catedral de São Basílio em Moscovo, que frequentemente é comparada à Igreja da Ressurreição, apesar da total diferença da planimetria. As cúpulas menores em forma de cebola sobre as absides e a cúpula do campanário são, como é habitual, douradas.
O nível inferior da torre do campanário está decorado com 134 mosaicos de escudos de armas das províncias e comunidades russas que fizeram doações para a construção da igreja. Estes escudos de armas constituem uma coleção heráldica única.

## Decoração
A Igreja da Ressurreição de Cristo foi concebida como uma das principais igrejas da capital, desenhada para servir como um memorial das grandes façanhas realizadas pelo czar Alexandre II, o Libertador.

### Cantaria

Igreja na margem do Canal Griboedov.

A decoração rica e diversa da igreja supunha-se corresponder à sua grande importância para a sua época. A cantaria tem um papel particularmente importante na criação da aparência majestosa e festiva da igreja. Ainda que o trabalho de pedra seja menos marcado no exterior do que na decoração interior, segue sendo bastante evidente.
Os pilares do pórtico são de granito cinza de Ust-Kamenogorsk. O arquiteto Parland usou a cor de pedras ornamentais que vieram de uma variedade de pedreiras russas e estrangeiras. Os artesãos exploraram habilmente a beleza natural e as peculiaridades da pedra para criar o interior que parece um museu de arte da cantaria.
O pavilhão, que marca o lugar do assassinato do imperador foi construído com pedras preciosas e decorativas dos montes Urais e da região das Montanhas Altai. Trata-se de uma estrutura arquitectónica complexa de quatro colunas violeta-acinzentadas de jaspe que suportam um entablamento com jarrões estilizados de jaspe nos cantos.
O piso de mármore é composto por 45 mosaicos que nunca se repetem. O piso foi executado com a assinatura de Novy conceituado em Génova, Itália.
As paredes con uma altura de até 2,5 m, alinham-se com serpentina verde italiana, que também foi utilizada para fazer a plataforma erigida diante do iconóstase e os bancos talhados nas paredes. A pedra para as paredes, soleira, e os bancos foi executada em Nápoles em 1905. As bases dos quatro pilares centrais se confrontam em labradorite.
A pedra colorida no iconostase foi trabalhada por artesãos da firma de Novy baseadas nos modelos de Stepanov. A paleta do mármore é única: vermelha e castanha no fundo, que se torna cada vez mais clara no sentido ascendente, e é uma reminiscência da talha de madeira.
Depois da igreja ter sido encerrada em 1930, o seu trabalho de pedra magnífico foi descuidado. Não houve aquecimento na igreja durante mais de 50 anos. O cerco a Leninegrado teve um efeito particularmente negativo na igreja. O trabalho para restaurar as muralhas começou em 1977 e terminou em 1995, e levou-se a cabo apenas durante as estações quentes do ano. O trabalho de pedra interior foi restaurado pelas equipas de Shcherbakov e Rádchenko (a Associação de Restauro) desde 1980 até 1994.

### Mosaicos
Os mosaicos são de suma importância na decoração da Igreja da Ressurreição, formando uma das maiores coleções de mosaicos monumentais da Europa. Entre os concorrentes para efetuar a construção dos mosaicos estavam várias firmas italianas, como a oficina veneziana de Antonio Salviatti e Società musiva, a firma alemã Puhl e Wagner, e o departamento de mosaico da Academia de Artes da Rússia. A vencedora do concurso foi a oficina de Aleksandr e Vladimir Frolov, uma empresa privada fundada em 1890. Desde 1896 até 1907 os seus mestres, especialistas no uso da reversa o técnica veneziana, embutiram mais de 600 mosaicos de Ícones e imagens com uma área total de 7 056 metros quadrados. Os esboços para os mosaicos foram criados por 32 artistas, entre eles Viktor Vasnetsov, Mikhail Nesterov, Andréi Ryábushkin, Vasili Belyáev e Nikolái Jarlámov.
Os mosaicos estão organizados em linha com o conceito teológico da igreja. A cobertura da cúpula está revestida com a imagem em mosaico de Cristo Pantocrator.
Na parte central da igreja, nas paredes e abóbadas há representações de cenas da Bíblia, que vão desde a natividade até à Assunção de Cristo. Os pilares da cúpula apresentam mais de 200 imagens de ícones dos partidários da igreja, - os homens veneráveis, mártires e apóstolos. O caráter especial da igreja introduz algumas mudanças no desenho dos interiores. Há dois pontos fulcrais na igreja: na extremidade oriental - o altar com uma imagem de Cristo e no extremo oeste - a cobertura sobre o local do assassinato, rodeado de imagens de mosaico de temas do drama do Calvário.
O programa iconográfico reflete também a história local através de imagens dos santos russos, entre os quais o Príncipe Vladimir de Kiev e a princesa Olga, os príncipes mártires Boris e Gleb, Mikhail de Chernigov, o nobre Fedor, e Alexandre Nevsky. Os mosaicos foram sujeitos a um restauro de 1980 a 1994. Uma equipa de restauradores dirigidos pelo artista de mosaico e pintor Shershnev, limpou, restaurou e recreou os fragmentos perdidos e, portanto, se revitalizou a coleção única de mosaicos russos monumentais que datam de finais do século XIX - XX.